# Агно (река)
Агно (англ. Agno River, таг. Ilog Agno) — река на острове Лусон (Филиппины).

## Физико-географическая характеристика
Длина реки составляет 206 километров, площадь водосборного бассейна — 5952 км² (третья по этому показателю река Лусона после рек Кагаян и Пампанга, и пятая в стране). Тип русла — многорукавный. Исток Агно расположен на горе Дата (Центральная Кордильера) на высоте 2090 метров над уровнем моря. Вначале река течёт с севера на юг, но в последней четверти делает разворот почти на 180° и впадает в южную часть залива Лингаен. Агно характеризуется довольно быстрым течением, так как её уклон составляет более 10 метров на километр длины.
На реке выстроены три гидроэлектростанции: Амбуклао, Бинга и Сан-Рок (39-е место в списке самых высоких плотин мира).
Агно склонна к наводнениям, так как на неё ежегодно выливается от 2000 до 4000 миллиметров (в разных районах) осадков. Крупнейший приток — Тарлак.
Впервые река была исследована в XVI веке испанскими путешественниками, которые сообщили, что устье Агно представляет собой обширные марши, покрытые толстым слоем аллювия. Местность изобиловала манграми и нипой, в которых кипела разнообразная дикая жизнь. В наше время водосборный бассейн Агно подвергается сильному обезлесению, девственный лес почти полностью вырублен, по крайней мере на высотах до 800 метров над уровнем моря, и сейчас замещён травянистыми сообществами и пахотными землями.

### Города на реке
В долине Агно живут около двух миллионов человек в следующих городах (от истока к устью; в скобках указано количество жителей по переписи 2010 года):
- Бугиас[англ.] (39 271)
- Кабаян[англ.] (13 588)
- Бокод[англ.] (12 648)
- Итогон[англ.] (55 960)
- Сан-Мануэль[англ.] (46 875)
- Сан-Николас[англ.] (34 108)
- Санта-Мария[англ.] (31 091)
- Асинган[англ.] (56 353)
- Вилласис[англ.] (59 111)
- Розалес[англ.] (59 687)
- Санто-Томас[англ.] (14 406)
- Алькала[англ.] (41 077)
- Баямбанг[англ.] (111 521)
- Баутиста[англ.] (30 193)
- Камилинг[англ.] (80 241)
- Урбизтондо[англ.] (47 831)
- Мангатарем[англ.] (69 969)
- Сан-Карлос[англ.] (175 103)
- Агилар[англ.] (39 529)
- Бугальон[англ.] (64 253)
- Лингайен[англ.] (98 740)

## Галерея

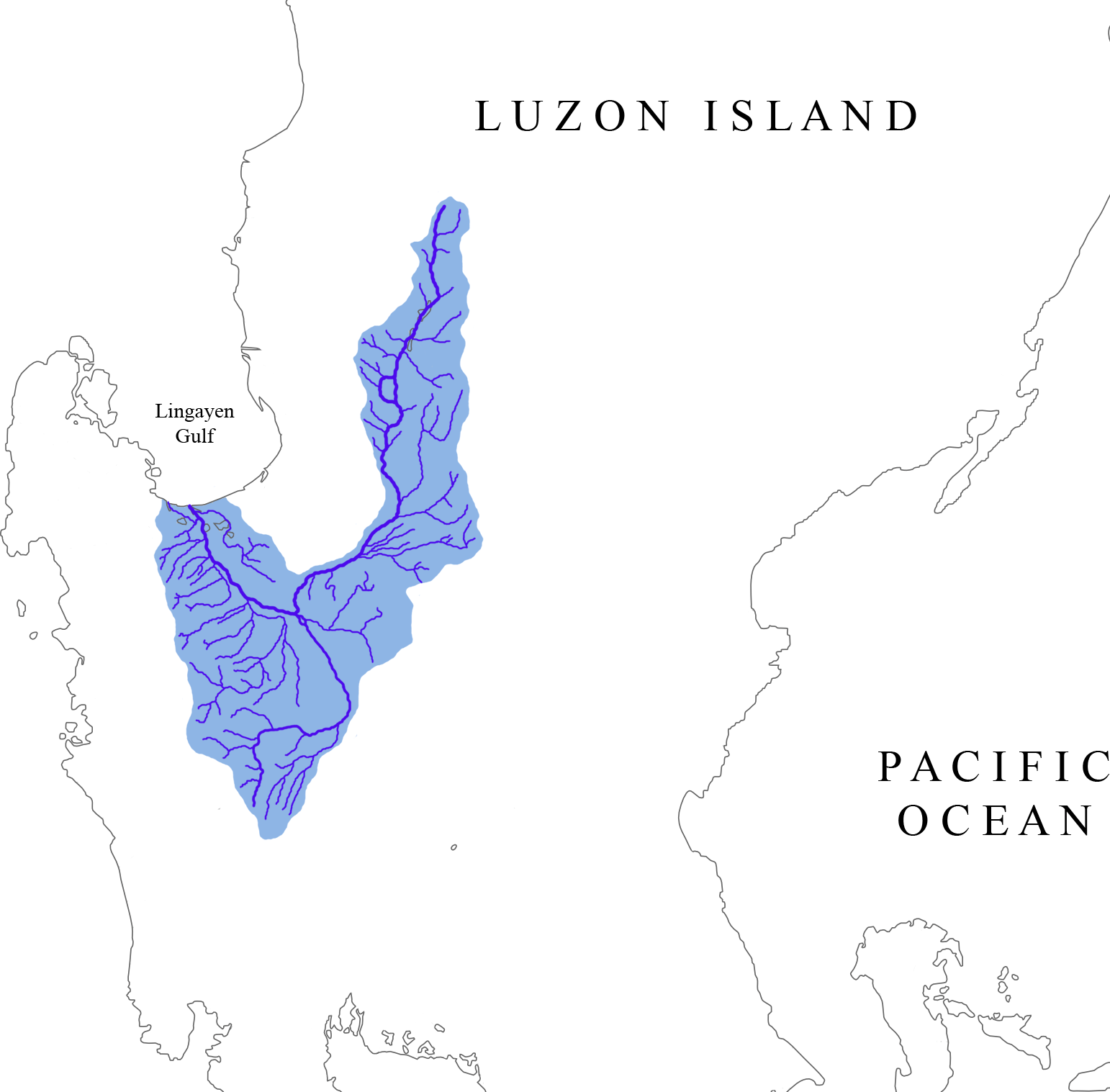
Водосборный бассейн Агно составляет 5952 км²
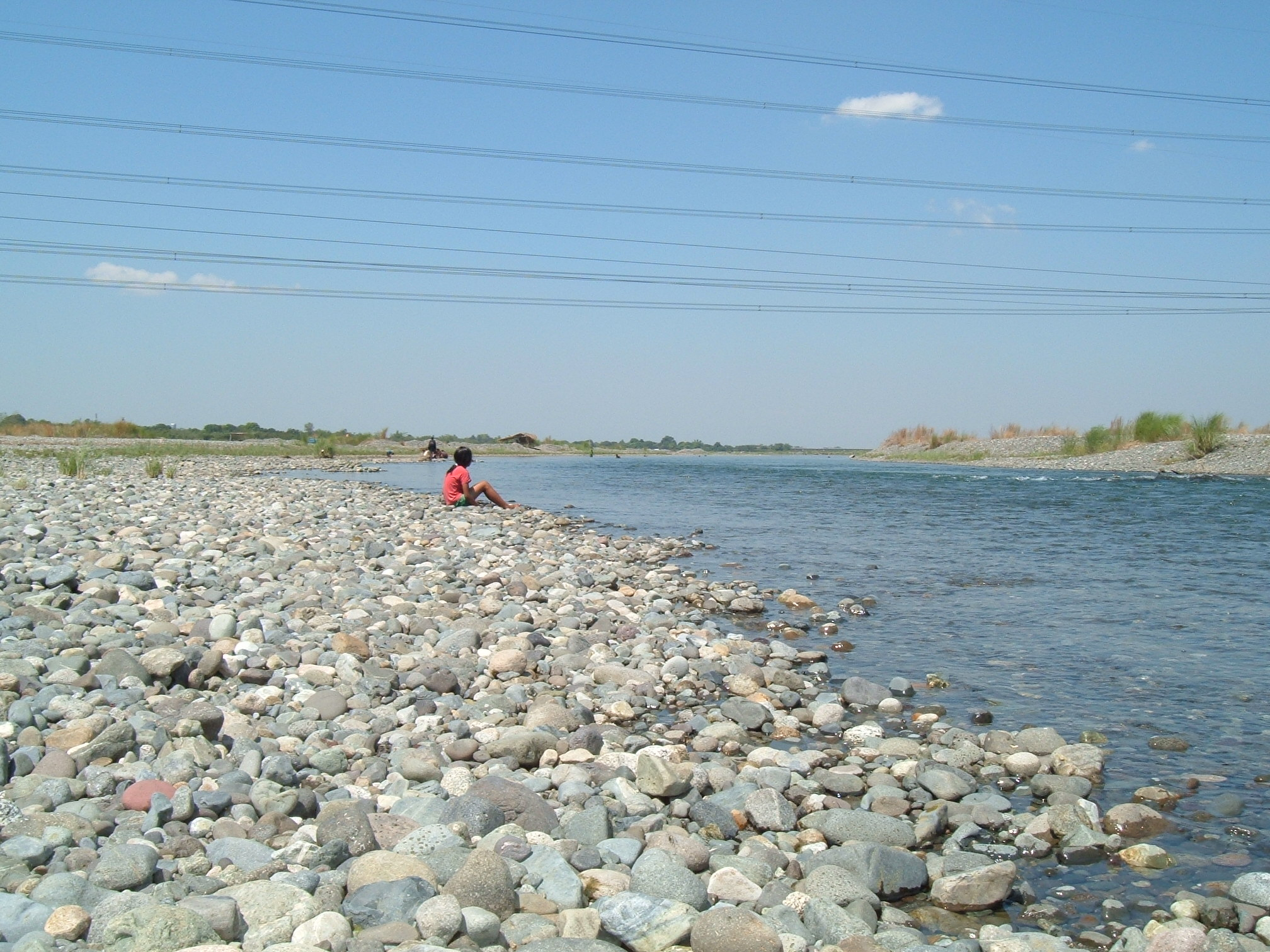
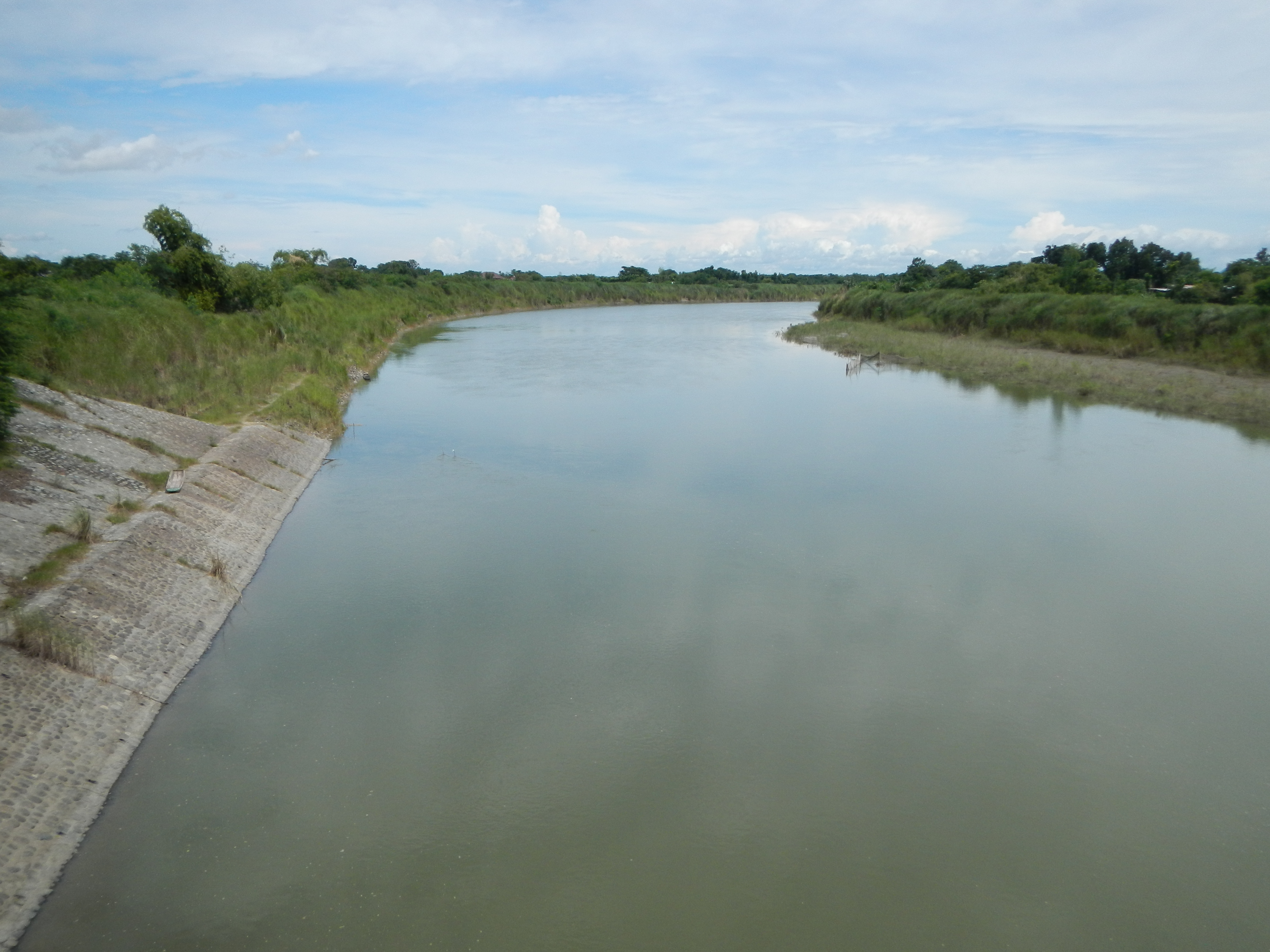
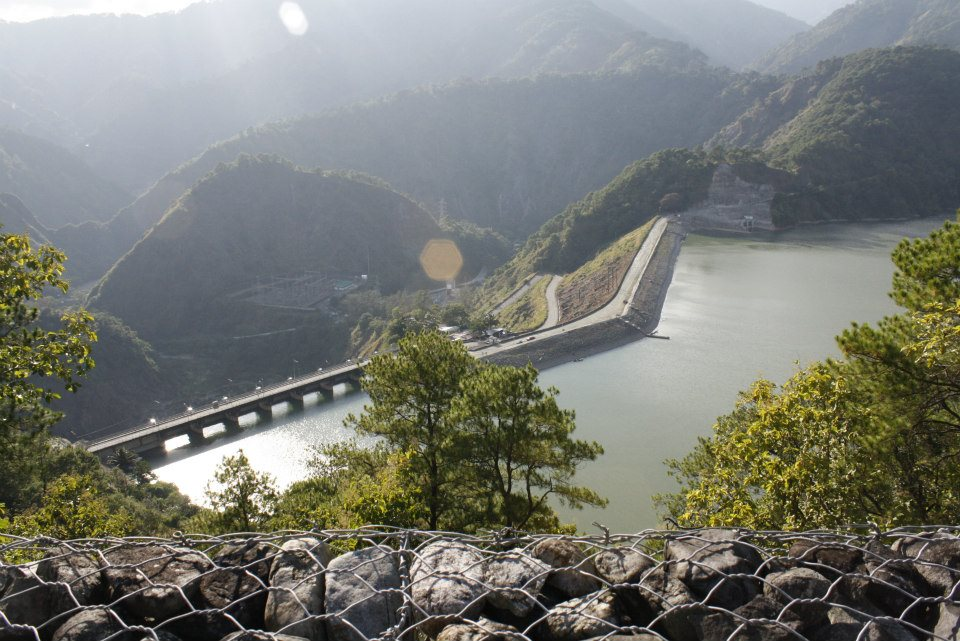
Гидроэлектростанция Амбуклао[англ.]